# La farfalletta
La farfalletta, nota anche come La vispa Teresa, è una poesia di Luigi Sailer, scritta intorno al 1850 e presente nella raccolta per bambini L'arpa della fanciullezza (1865); è forse una tra le filastrocche per bambini più note in Italia.
Nel 1917 Trilussa compose un seguito ironico e dissacrante della poesia di Sailer, intitolato La vispa Teresa.

## Testo
avea tra l'erbetta

Al volo sorpresa

gentil farfalletta

E tutta giuliva

stringendola viva

gridava a distesa:

“L'ho presa! L'ho presa!”.

A lei supplicando

l'afflitta gridò:

“Vivendo, volando

che male ti fò?

Tu sì mi fai male

stringendomi l'ale!

Deh, lasciami! Anch'io

son figlia di Dio!”.

Teresa pentita

allenta le dita:

“Va', torna all'erbetta,

gentil farfalletta”.

Confusa, pentita,

Teresa arrossì,

dischiuse le dita

e quella fuggì»
(Luigi Sailer, La farfalletta)

## Analisi
La poesia è costituita da 24 versi, tutti in senari, divisi in tre strofe da otto versi. Le rime sono costruite secondo lo schema metrico atipico: ABABCCAA - DEDEFFGG - HHBBHIHI.